# NGC 5617
NGC 5617 هو عنقود نجمي مفتوح يتواجد في كوكبة قنطورس. يكون هذا العنقود جزءًا من عنقود ثنائي مع Trumpler22 ويقع على بعد درجة زاوية قوسية واحدة إلى شمال-شمال غرب نجم القنطور.

## تاريخ المراقبة
أول من رصد هذا العنقود كان عالم الفلك الأسترالي جيمس دنلوب عام 1826. في 8 مارس 1826 وصف دنلوب هذا العنقود "تجمع لنجوم صغيرة ذات أقدار متفاوتة، ويتكدس بصورة ملحوظة عند المركز، وقطره بين 4 إلى 5 دقائق قوسية".